# Kurganlı
Kurganlı (früher Simo) ist ein Dorf im Landkreis Bulanık der ost
türkischen Provinz Muş. Kurganlı liegt etwa 116 km nordöstlich der Provinzhauptstadt Muş und 36 km nordwestlich von Bulanık. Kurganlı hatte laut der letzten Volkszählung 708 Einwohner (Stand Ende Dezember 2010). Die Bevölkerung besteht hauptsächlich aus Kurden und Osseten.